# 彭林 (水球运动员)
彭林（1995年4月4日—），湖南岳阳人，中国女子水球运动员，亦為中國國家女子水球隊成員。

## 簡歷
彭林自小个头就比同龄人高，在初三時就被岳阳市游泳学校的教练相中，她也抱着试一试的心态，参加了湖南省女子水球队为期三天的集训。考虑到她不错的身高优势及踩水能力，教练决定让她担任守门员，她最终也出色地完成了训练。
2013年年底，彭林憑著全国水球比赛中突出的表现，入选新组建的国家女子水球队。
2014年9月，彭林代表中國出戰韓國仁川舉行的亞運會水球比賽項目，協助球隊成功衛冕金牌。
2016年，彭林代表中国出戰巴西里约热内卢舉行的奥林匹克运动会女子水球比賽。中国队最終获得第七名。